# Light Years
Light Years — седьмой студийный альбом австралийской певицы Кайли Миноуг, выпущенный 25 сентября 2000 года на лейбле Parlophone.

## История создания
В 1997 году Кайли Миноуг выпустила шестой студийный альбом Impossible Princess, разительно отличающийся от её предыдущих работ влиянием электроники и альтернативной музыки. Британская общественность была недовольна новым музыкальным направлением исполнительницы, расценив её новое звучание как попытку следовать трендам, и не хотела ассоциировать певицу с её новым образом, который пресса назвала «Инди-Кайли». Негативная реакция публики привела к тому, что Impossible Princess потерпел неудачу в британских хит-парадах: пластинка дебютировала под десятым номером в общенациональном музыкальном рейтинге Великобритании, за первые две недели после её релиза было продано всего 18 000 экземпляров. После завершения коммерчески успешного гастрольного тура Intimate and Live Tour Миноуг покинула лейблы Deconstruction Records и BMG спустя почти шесть лет сотрудничества.
Прекратив работу с лейблами, Миноуг решила сделать перерыв в музыкальном творчестве и сосредоточиться на актёрской деятельности. 13 марта 1999 года певица дебютировала как театральная актриса на сцене Барбадоса в пьесе Шекспира «Буря», поставленной Тоби Гофом. Миноуг также снялась в двух австралийских фильмах — «Образцовые люди» и «Режиссёрская версия», вышедших на экраны в 2000 году. Кроме того, исполнительница выступила на нескольких крупных мероприятиях в Австралии: в 1998 году — на Сиднейском фестивале «Марди Гра», а в 1999 году — на церемониях открытия мельбурнского казино «Корона» и сиднейских киностудий Fox, а также на рождественском концерте в Дили (в сотрудничестве с Миротворческими силами ООН). Певица продолжала выпускать новые песни: в начале 1999 года она перепела композицию британского рок-коллектива Duran Duran «The Reflex» для трибьют-альбома Undone: The Songs of Duran Duran (1999) и совместно с поп-дуэтом Pet Shop Boys записала песню «In Denial», вошедшую в седьмую пластинку группы Nightlife (1999).
После выхода трека «In Denial» в июне 1999 года британская звукозаписывающая компания Parlophone, с которой Pet Shop Boys сотрудничали с 1985 года, решила подписать контракт с Миноуг. Вскоре исполнительница объявила о том, что работает над новым альбомом: «Я не торопилась с выбором нового лейбла […] я многого надеюсь достичь с моим следующим альбомом, и я верю, что с этим новым сотрудничеством возможно всё». Исполнительный директор отдела по артистам и репертуару Parlophone Майлз Леонард в одном из интервью рассказывал: «Я верил, что [Миноуг] по-прежнему очень сильна вокально и определенно остаётся звездой… Я верил в неё как в певицу и знал, что с правильным альбомом, правильными авторами, продюсерами и командой у неё все равно будут поклонники».

## Запись

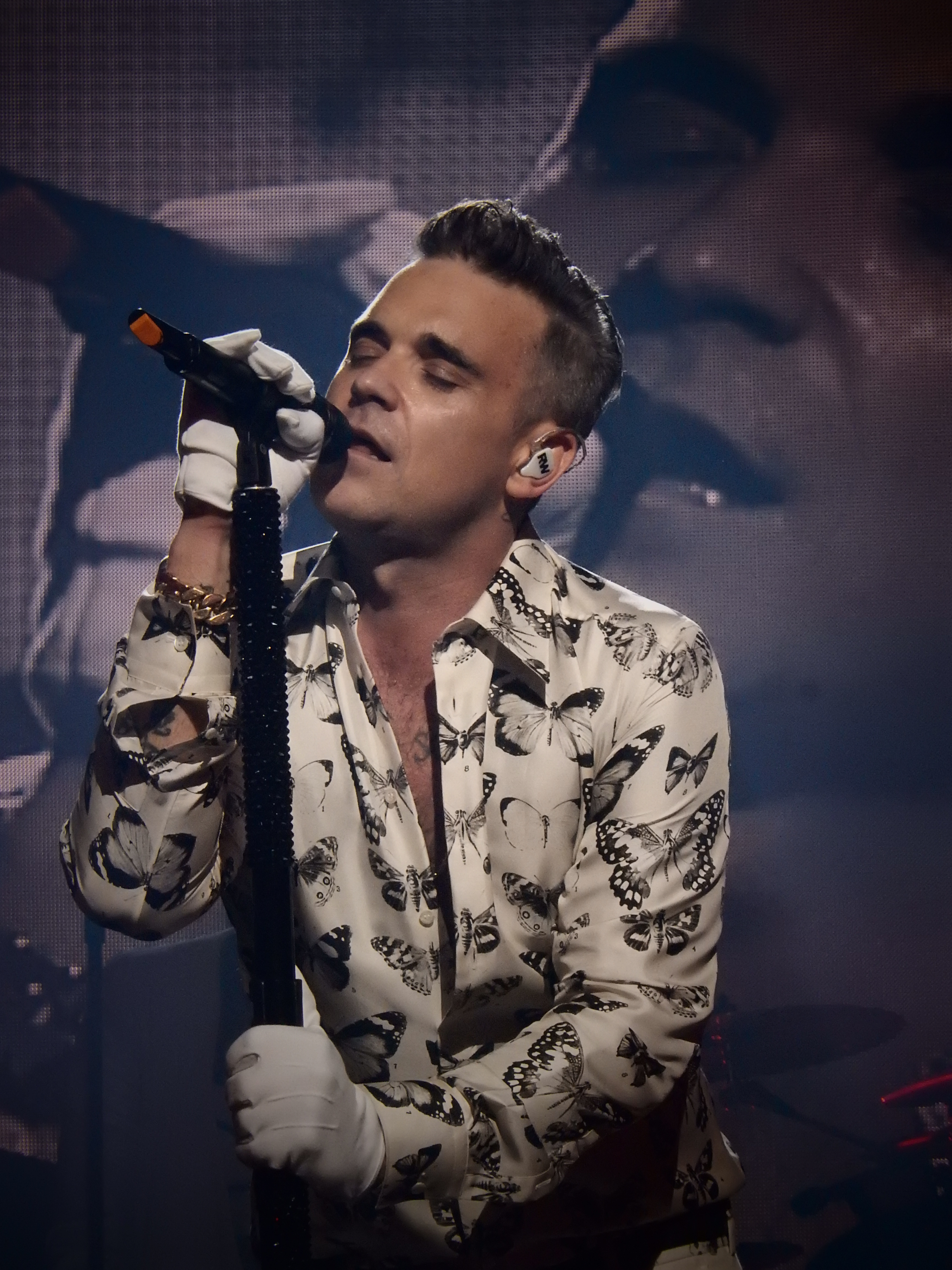
Британский певец Робби Уильямс принял участие в работе над песней «Kids», которую исполнил с Миноуг, и выступил соавтором ещё двух песен с Light Years.

На одной из первых встреч с представителями Parlophone, на которой обсуждалось дальнейшее музыкальное направление Миноуг, певица приняла решение вернуться к поп-музыке. «Мне следует выпускать то, что у меня получается лучше всего… [Поп-музыка] — это именно то, что от меня ждут» — говорила Миноуг в интервью. Певица назвала альбом своим новым началом, поскольку вновь начала исполнять поп-композиции. Во время работы над диском Миноуг вдохновлялась музыкой 1970-х годов, которую открыла для себя ещё в детстве благодаря пластинкам её родителей; среди записей, которые тогда слушала певица, был саундтрек к фильму «Бриолин» (1978) и синглы Донны Саммер «Bad Girls» и «Dim All the Lights» (1979). Вместо очередного альбома в духе PWL представители Parlophone предпочитали записать качественные поп-песни под руководством профессиональных авторов и продюсеров. Во время записи диска команда певицы обратилась к владельцу PWL Питу Уотерману, с которым она работала в начале карьеры, однако их сотрудничество не сложилось.
Миноуг нравился процесс записи альбома; по словам певицы, ей выпала возможность поработать с людьми, которые точно понимали, как она должна звучать. По мнению исполнительницы, работа с разными продюсерами сделала пластинку разнообразной. Музыкальный стиль будущего альбома певица объясняла авторам и продюсерам в трёх словах: «бассейн», «вечеринка» и «коктейли». Запись диска проходила в Сиднее, Лондоне и Лос-Анджелесе, где вносились финальные правки. Незадолго до подписания контракта с Parlophone Миноуг вместе со Стивом Андерсоном провела неделю в студии Real World Studios в Боксе (Уилтшир), где записывалась большая часть Impossible Princess. В рамках тех сессий были созданы треки «So Now Goodbye», «Butterfly» и «Bittersweet Goodbye», вошедшие в дальнейшем в Light Years. Струнную аранжировку для «Bittersweet Goodbye» сделал Уил Мэлоун; Стив Андерсон, работая над треком, решил оставить в песне вокал Миноуг из демоверсии. Чикагский диджей Марк Пиччиотти специально прилетел в Лос-Анджелес, чтобы записать вокал Миноуг для «Butterfly», а спродюсировал трек уже в своём родном городе.
Британский певец, бывший участник коллектива Take That Робби Уильямс совместно с Гаем Чамберсом написал три композиции для Light Years: «Loveboat», «Your Disco Needs You» и «Kids». В написании первых двух песен приняла участие и сама певица. Вместе с Чамберсом Миноуг также написала трек «I’m So High». Песни, созданные совместно с Уильямсом и Чамберсом, были первыми композициями, записанными для Light Years, и по словам Миноуг, они послужили хорошей основой для пластинки. Текст к треку «Light Years» певица написала вместе с Ричардом Стэннардом из продюсерской команды Biffco всего за десять минут. Демозапись, которая первоначально носила название «Light Relief», была неожиданно одобрена лейблом и песня в конечном счёте вошла в альбом. При участии Biffco певица также написала композицию «Please Stay».
Специально для Light Years Миноуг записала песню «On a Night Like This», созданную Стивом Торчем, Грэмом Стеком, Марком Тейлором и Брайаном Роулингом; этот трек первоначально был исполнен шведской певицей Пандорой и вошёл в её альбом No Regrets (1999). После того, как Джейми Нельсон, менеджер Миноуг по подбору репертуара, показал в Нью-Йорке певице демоверсию песни «Spinning Around», Миноуг согласилась записать эту композицию. Написанный Ирой Шикман, Осборном Бингхамом, Карой Дио Гуарди и Полой Абдул, трек предназначался для альбома Абдул; релиз пластинки, однако, не состоялся, и песню вскоре передали Кайли Миноуг. Для Light Years Миноуг также перепела композицию «Under the Influence of Love», написанную Полом Полити и Барри Уайтом и исполненную группой Love Unlimited в 1974 году. Трек напомнил Миноуг её предыдущие работы, при том, что до записи Light Years она его не слышала. Джонни Дуглас выступил автором и продюсером композиций «Password», «Disco Down» и «Koocachoo»; он также спродюсировал песню «So Now Goodbye», которую Миноуг написала со Стивом Андерсоном.

## Музыкальный стиль
Музыкальные критики отнесли Light Years к таким стилям, как данс-поп, диско и европоп. Альбом ознаменовал возвращение Миноуг к традиционной поп-музыке после экспериментального Impossible Princess. Ник Левин с сайта Digital Spy подчеркнул, что на треки пластинки оказало влияние диско, а также музыка 1970-х годов. По мнению Криса Тру с агентства AllMusic, Light Years отражает тин-поп-движение поздних 1990-х. Обозреватель Yahoo! Music Гэри Кроссинг отозвался об альбоме как о «непритязательной по большому счёту коллекции диско, хай-энерджи, балеарского хауса, фанка, кинематографа и телепередач 60-х годов и мелодий с латиноамериканским акцентом». Ник Смит из musicOMH и Иэн  Гормли из канадского журнала Exclaim! отметили в песнях элементы хауса, электроники, психоделического попа, евродиско, французского хауса. Музыкальный критик Квентин Харрисон из издания Albumism высказал мнение, что на пластинку, наполненную «энергичными ритм-секциями, живительными пассажами и яркими грувами», повлияло творчество таких исполнителей 1970-х годов, как Шерил Линн, Тина Чарльз и The Hues Corporation.

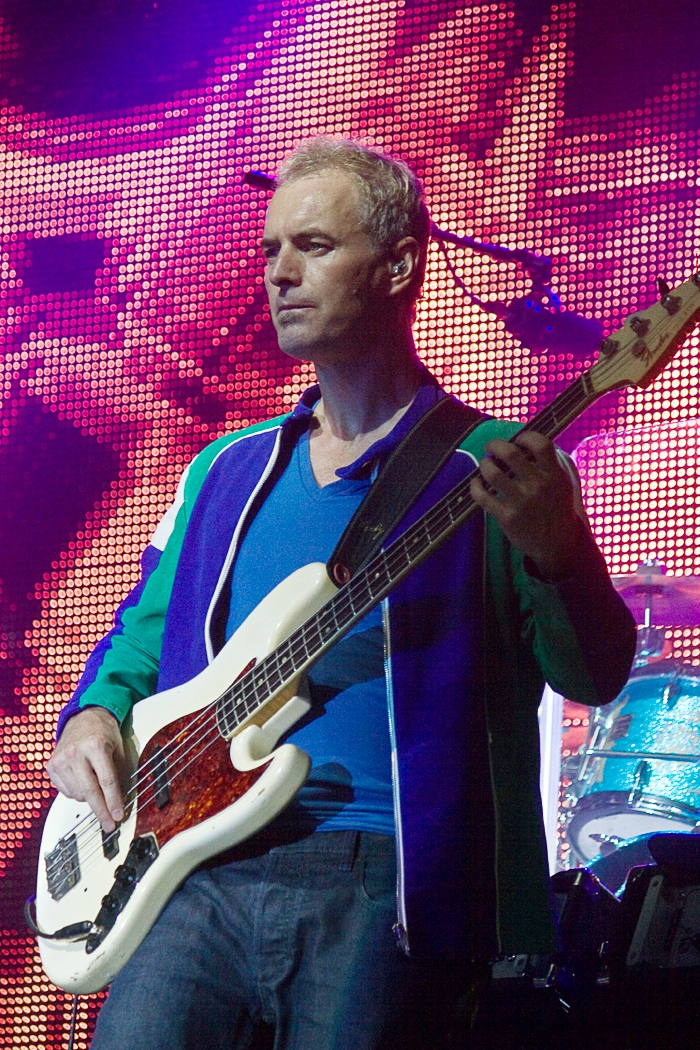
Английский басист Пол Тёрнер записал для трека «Koocachoo» партии гитары и бас-гитары

Альбом начинается с трека «Spinning Around» — струнной композиции в стиле данс-попа с заметным влиянием диско. Рецензентка британской газеты The Guardian Бетти Кларк подчеркнула, что песня задаёт настроение всему Light Years и сравнила её с синглом Миноуг «Hand on Your Heart» (1989). На трек «So Now Goodbye», представляющий собой сочетание элементов диско, хауса и электроники, оказали влияние композиции «I Will Survive» Глории Гейнор, «Lucky Star» Мадонны и работы американского коллектива Earth, Wind & Fire. В припеве песни «Disco Down», которую сравнивали с творчеством Джорджо Мородера, звучат рождественские церковные колокола. «Butterfly» и «On a Night Like This» критики называли запоминающимися данс-поп-композициями. Последнюю песню обозреватели также сравнивали с синглом диджея Spiller и певицы Софи Эллис-Бекстор «Groovejet (If This Ain’t Love)» (2000).
Основу пятого по счёту трека «Loveboat» составляют струнные, флейты и партии бэк-вокала. Музыкальные критики сравнивали эту песню с творчеством Барри Манилоу, композициями Миноуг «I Don't Need Anyone» (1997) и Робби Уильямса «Millenium» (1998). В «Koocachoo» преобладают элементы джаза и музыки 1960-х годов. Песня строится вокруг щебечущих синтезаторов и гудящих духовых. Английский басист Пол Тёрнер записал для трека партии гитары и бас-гитары. «Your Disco Needs You» — песня в стиле диско, заметное влияние на которую оказала композиция американской группы Village People «Go West» (1979). Миноуг исполняет трек серьёзным голосом под аккомпанемент группы медных духовых инструментов оркестра, мужского хорового пения и высокого сопрано на бэк-вокале. Кэмерон Адамс из газеты Herald Sun назвал «Your Disco Needs You» смесью композиций «Y.M.C.A.» (1978) и «Bohemian Rhapsody» (1975) Queen, а Крису Чарльз из BBC News она напомнила творчество групп ABBA и Pet Shop Boys.
Песня «Password» в стиле самбы была использована в качестве скрытого вступительного трека в альбоме. В «Please Stay» преобладают элементы латин-попа, нежной акустики и фламенко. По мнению Гэри Кроссинга, «Bittersweet Goodbye» — единственная баллада на пластинке — представляет собой «странное сочетание» музыки Оливии Ньютон-Джон, Кейт Буш и Cocteau Twins. За этим треком следует кавер-версия Миноуг композиции «Under the Influence of Love» (1967), в которой вокал певицы для бриджа был подвергнут дабл-трекингу. Ник Смит назвал эту песню сочетанием творчества Saint Etienne с лучшими работами The Nolans. «I'm So High» включает в себя нежную и медленно нарастающую мелодию. По мнению Майкла Дуайэра, такие песни, как «I'm So High» помогли Миноуг «перенестись из клубных танцполов в автомобильное радио, и результаты оказались не менее приятными». 

## Синглы
- «Spinning Around» — первый сингл, был выпущен в июне 2000 года. Это был самый успешный сингл из альбома. Он дебютировал под номером один в Австралии и Великобритании. В клипе Миноуг танцует в ночном клубе в очень коротких шортах. Видео стало одним из самых узнаваемых и знаковых для певицы на сегодняшний день. Изначально трек предназначался для альбома американской певицы Полы Абдул, однако, поскольку релиз альбома не состоялся, он был отдан Кайли, для которой песня стала мировым успехом и ознаменовала возвращение в шоу-бизнес.
- «On a Night Like This» был выпущен в сентябре 2000 года и дебютировал под номером один в Австралии и номер два в Великобритании. Миноуг исполнила песню на Летних Олимпийских играх 2000 в Сиднее. В декабре 2012 года оркестровая версия песни была выпущена промосинглом.
- В октябре 2000 года, песня «Kids», исполненная с Робби Уильямсом, была выпущена как третий сингл. Песня была написана Робби Уильямсом и Гаем Чемберсом. Сингл достиг второго места в Великобритании и пятого в Австралии. Другая версия этой песни с рэпом Уильямса появилась в его альбоме Sing When You're Winning.
- «Please Stay» был выпущен в декабре 2000 года и достиг десятой строки в Великобритании, пятнадцатой в Австралии. Миноуг исполняла эту песню на британской музыкальной программе Top of the Pops. «Santa Baby», би-сайд к синглу, был выпущен на британском радио в качестве промосингла во время рождественских каникул.
- «Your Disco Needs You» — другая песня, написанная Робби Уильямсом и Гаем Чемберсом для альбома. Песня стала хитом андеграунда, когда она была выпущена в качестве сингла в Германии и Австралии. Альбомная версия песни содержит 4 строчки на французском языке. Во время записи Кайли также записала их на немецком, испанском и японском.
- Продюсер трека «Butterfly» Mark Picchiotti выпустил песню на своем собственном лейбле Blue2 (отделение Blueplate Records) в 2001 году. Сингл стал клубным хитом в США, заняв 14 место в чарте Billboard Hot Dance Club Songs. Изначально песня была разослана по клубам Британии весной 2000 г. с целью оценить реакцию диджеев на новый материал Кайли.

## Список композиций
| №   | Название                      | Автор(ы)                                                   | Продюсер(ы)                        | Длительность |
| --- | ----------------------------- | ---------------------------------------------------------- | ---------------------------------- | ------------ |
| 1.  | «Spinning Around»             | Paula Abdul, Ira Shickman, Osborne Bingham, Kara DioGuardi | Mike Spencer                       | 3:27         |
| 2.  | «On a Night Like This»        | Steve Torch, Mark Taylor, Brian Rawling, Graham Stack      | Mark Taylor, Graham Stack          | 3:33         |
| 3.  | «So Now Goodbye»              | Kylie Minogue, Steve Anderson                              | Johnny Douglas                     | 3:37         |
| 4.  | «Disco Down»                  | Johnny Douglas                                             | Johnny Douglas                     | 3:57         |
| 5.  | «Loveboat»                    | Minogue, Guy Chambers, Robbie Williams                     | Guy Chambers, Steve Power          | 4:10         |
| 6.  | «Koocachoo»                   | Minogue, Douglas                                           | Johnny Douglas                     | 4:00         |
| 7.  | «Your Disco Needs You»        | Minogue, Williams, Chambers                                | Steve Power, Guy Chambers          | 3:33         |
| 8.  | «Please Stay»                 | Minogue, Richard Stannard, Julian Gallagher, John Themis   | Richard Stannard, Julian Gallagher | 4:08         |
| 9.  | «Bittersweet Goodbye»         | Minogue, Anderson                                          | Steve Anderson                     | 3:43         |
| 10. | «Butterfly»                   | Minogue, Anderson                                          | Mark Picchiotti                    | 4:09         |
| 11. | «Under the Influence of Love» | Paul Politi, Barry Eugene White                            | Richard Stannard, Julian Gallagher | 3:32         |
| 12. | «I’m So High»                 | Minogue, Chambers, Megan Smith                             | Guy Chambers, Steve Power          | 3:33         |
| 13. | «Kids» (with Robbie Williams) | Williams, Chambers                                         | Steve Power, Guy Chambers          | 4:20         |
| 14. | «Light Years»                 | Minogue, Stannard, Gallagher                               | Richard Stannard, Julian Gallagher | 4:47         |

| №  | Название   | Автор(ы)         | Продюсер(ы) | Длительность |
| -- | ---------- | ---------------- | ----------- | ------------ |
| 1. | «Password» | Minogue, Douglas | Douglas     | 3:50         |

## Места в чартах, статус
| Чарт (2000)                     | Место |
| ------------------------------- | ----- |
| Australian Albums Chart         | 1     |
| Belgian Albums Chart (Flanders) | 44    |
| Dutch Albums Chart              | 71    |
| Finnish Albums Chart            | 24    |
| French Albums Chart             | 50    |
| German Albums Chart             | 35    |
| Hungarian Albums Chart          | 16    |
| Irish Albums Chart              | 13    |
| New Zealand Albums Chart        | 8     |
| Swedish Albums Chart            | 25    |
| Swiss Albums Chart              | 28    |
| UK Albums Chart                 | 2     |

| Страна         | Статус        |
| -------------- | ------------- |
| Австралия      | 4× платиновый |
| Великобритания | платиновый    |

| Чарт (2000)             | Место |
| ----------------------- | ----- |
| Australian Albums Chart | 17    |
| Чарт (2001)             | Место |
| Australian Albums Chart | 17    |

| Чарт (2000-09)          | Место |
| ----------------------- | ----- |
| Australian Albums Chart | 69    |